# スリー・ポール・チャレンジ
スリー・ポール・チャレンジ（英語: The Three Poles Challenge）とは、冒険家が地球の三極点、すなわち北極点・南極点・エベレスト山頂への到達に挑戦することである。
スリー・ポール・チャレンジに最初に成功したのはエドモンド・ヒラリーである。彼は1953年5月にエベレスト頂上、1958年1月に南極点に到達し、1985年4月にニール・アームストロングと共に北極点に到達したことでスリー・ポール・チャレンジを達成した。彼の息子のピーター・ヒラリーもスリー・ポール・チャレンジに成功している。
ヒラリーは飛行機で北極点に到達した。徒歩でスリー・ポール・チャレンジに成功した最初の人物はアーリング・カッゲである。彼は1994年5月にスリー・ポール・チャレンジを達成した。1997年8月5日、アントニー・ド・シューダンス（フランス、1969-2009）は、エベレスト登山で酸素ボンベを使わずに徒歩でスリー・ポール・チャレンジを達成した唯一の登山者となった。ティナ・シェーグレンは、2002年に女性で初めてスリー・ポール・チャレンジを達成した。
コリン・オブラディーは、2016年5月にスリー・ポール・チャレンジを最速で達成した。七大陸最高峰と探検家グランドスラム（七大陸最高峰と北極点・南極点に到達）のスピード記録の更新の一環で、131日間でスリー・ポール・チャレンジを達成した。